# محله کبابیان
محله کبابیان مربوط به دوره قاجار است و در همدان، خیابان شریعتی، محله کبابیان واقع شده و این اثر در تاریخ ۵ تیر ۱۳۸۴ با شمارهٔ ثبت ۱۱۹۵۱ به‌عنوان یکی از آثار ملی ایران به ثبت رسیده است.